# Virginaliste

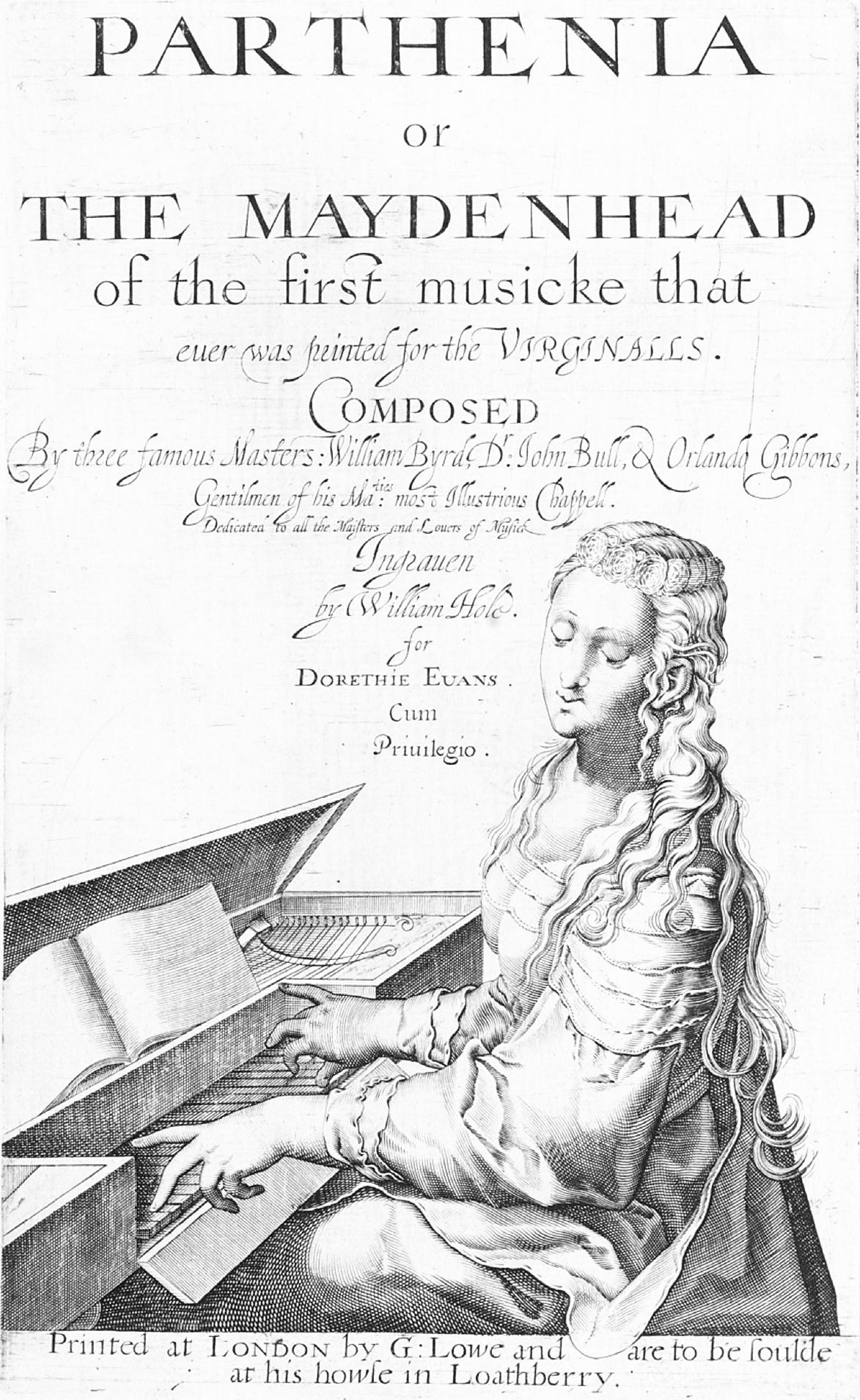
virginaliste

Un virginaliste est un compositeur de l'école dite virginaliste ; le terme est généralement appliqué aux compositeurs anglais de musique pour clavier de la fin de la période élisabéthaine et du début de la période jacobéenne (fin du XVIe siècle et début du XVIIe siècle), et n'est en usage que depuis le XIXe siècle. 
Le virginal est l'instrument le plus populaire à cette époque, mais il n'y a pas d'élément indiquant que ces compositeurs aient composé exclusivement pour cet instrument. Leurs œuvres peuvent également être jouées au clavecin, au clavicorde, ou à l'orgue de chambre. Par une coïncidence étonnante, de nombreux virginalistes anglais sont morts au cours des années 1620. Il faut noter par ailleurs qu'en Angleterre s'est développée une importante fabrication de virginals aux caractères très homogènes et spécifiques mais que cette production est apparue seulement à partir des années 1640. Ainsi les plus éminents membres de cette école de virginalistes anglais ont dû jouer principalement sur des instruments d'importation flamande ou italienne.       
Le terme désigne également parfois d'autres compositeurs d'Europe du Nord actifs à la même époque, comme Sweelinck et Scheidt.

## Compositeurs
- John Blitheman (vers 1525 - 1591)
- John Bull (1562 ou 1563 - 1628)
- William Byrd (1539 ou 1540 - 1623)
- Benjamin Cosyn (1580-1653)
- Giles Farnaby (1560 - 1640)
- Richard Farnaby (1594 - vers 1623)
- Orlando Gibbons (1583 - 1625)
- Edmund Hooper (vers 1533 - 1621)
- William Inglott (1554 - 1621)
- Marchant
- Thomas Morley (vers 1557 - 1602)
- John Munday (vers 1555 - 1630)
- Martin Peerson (vers 1572 - 1650 ou 1651)
- Peter Philips (1560 ou 1561 - 1628)
- Ferdinando Richardson (vers 1558 - 1618)
- Nicholas Strogers (actif entre 1560 et 1575)
- William Tisdale (vers 1570 ? - 1603 ou 1605)
- Thomas Tomkins (1572 - 1656)
- Thomas Weelkes (1576 - 1623)

## Collections de pièces
- Anne Cromwell's Virginal Book (50 pièces)
- Clement Matchett's Virginal Book (12 pièces)
- Dublin Virginal Manuscript (30 pièces)
- Elizabeth Roger's Virginal Book (94 pièces)
- Fitzwilliam Virginal Book (297 pièces)
- Manuscrit de Susanne van Soldt (33 pièces)
- Manuscrit Weelkes (85 pièces)
- Mulliner Book (121 pièces)
- My Ladye Nevells Booke (42 pièces)
- Parthenia (21 pièces)
- Parthenia Inviolata (20 pièces)
- Priscilla Bunbury's Virginal Book (35 pièces)

## Œuvres
Une partie prépondérante des œuvres nous est parvenue dans des recueils manuscrits rassemblant le plus souvent plusieurs compositeurs, compilations telles que le Mulliner Book ou le Fitzwilliam Virginal Book et bien d'autres. On conserve aussi des recueils consacrés à un seul musicien, par exemple My Ladye Nevells Booke pour William Byrd. Certaines partitions se retrouvent donc dans plusieurs sources distinctes, présentant souvent entre elles des différences parfois prononcées.
Il existe aussi des recueils imprimés dont le plus ancien, intitulé Parthenia rassemble des compositions de trois parmi les plus célèbres virginalistes anglais : William Byrd, John Bull et Orlando Gibbons.

## Ornements
Les virginalistes ne disposent que de deux ornements. Ils notent ces mordants de manière particulière en usant de deux traits l'ornement le plus courant et d'un seul, plus rarement pour le mordant à la note inférieure. Dans la mesure où il n'existe aucune table figurant l'interprétation, celle-ci est basée sur des conjectures, notamment sur la pratique du temps de Purcell.